# 146 (število)
146 (stó šéstinštírideset) je naravno število, za katero velja 146 = 145 + 1 = 147 - 1.

## V matematiki
- sestavljeno število.
- trikotniško število.
- šesto oktaedrsko število.
- ne obstaja noben takšen cel x, da bi veljala enačba φ(x) = 146.
- ne obstaja noben takšen cel x, da bi veljala enačba x -  φ(x) = 146.
- osmo nedotakljivo število, saj ne obstaja nobeno takšno celo število x, da bi bila vsota njegovih pravih deliteljev enaka 146.